# 羽後國

羽後國

羽後國（日语：〔〕／ Ugonokuni */?）是日本舊時的令制國之一，屬東山道。羽後國的領域大約為現在的秋田縣（但不包含東北隅的鹿角市與小坂町）及山形縣的飽海郡、酒田市的最上川以北部分。

## 歷史
羽後國是在明治元年（1868年）12月7日由出羽國所分割出來的新令制國，持續時間很短，明治四年（1871年）廢藩置縣後，於12月13日分納入秋田縣與酒田縣。

## 相關項目
- 日本令制國列表